# Xenie Petrović-Njegoš
Xenie Petrović-Njegoš (22. dubna 1881 v Cetinje – 10. března 1960 v Paříži) byla černohorská princezna, jedenáctý potomek černohorského knížete a později krále Nikoly I. Petroviće-Njegoše a jeho ženy, kněžny a královny Mileny Vukotić.
Patřila k dynastii Petrovićů-Njegošů a byla členkou černohorské královské rodiny.

## Život

### Mládí a vzdělání
Princezna Xenie se narodila 22. dubna 1881 v královském paláci v Cetinje jako osmá dcera knížecího páru. O den později byla v Dajbabském klášteře pokřtěna jako Xenie Olga; druhé jméno jí bylo uděleno na počest její kmotry, ruské velkokněžny a řecké královny Olgy Konstantinovny Romanovové. Na rozdíl od svých nejstarších sourozenců nebyla Xenie poslána studovat do Petrohradu do Smolného dívčího institutu. Společně se svou mladší sestrou Věrou Světlanou, která ke Xenii měla nejblíže ze všech sourozenců, byly vzdělávány soukromými učiteli doma v Cetinje. Kníže Nikola I. zpočátku uvažoval o Xenii jako o možné budoucí manželce někoho ze členů ruské carské rodiny, jak již učinil u svých dvou starších dcer, Milicy a Anastázie; tyto představy se ale nakonec nevyplnily.
V roce 1898 se princezna Xenie zúčastnila společně se svou matkou kněžnou Milenou, sestrou Věrou a svým nejstarším bratrem korunním princem Danilem Alexandrem diplomatické cesty do Itálie za účelem návštěvy své starší sestry Eleny Alexandry, jenž se nedávno stala manželkou italského korunního prince Viktora Emanuela III. V Neapoli byli vřele přivítání tamějším obyvatelstvem se slovy: "Rodina naší princezny!"

### Vztahy a zápletky
Později po návratu z návštěvy Itálie začaly probíhat přípravy na Xeniin sňatek se srbským králem Alexandrem I. Obrenovićem. Jakmile však Alexandr přijel do Cetinje požádat knížete Nikolu o ruku jeho dcery, Xenia vyjádřila doslova "obrovský odpor a hrůzu" z jeho vzhledu a chování a i přes naléhavé prosby svého otce si srbského krále odmítla vzít a stále více jej ponižovala, čímž na jistý čas zpřetrhala vynikající vztahy se Srbskem.
27. července 1899 se princezna Xenie na svatbě svého bratra Danila Alexandra s vévodkyní Juttou Meklenbursko-Štrelickou setkala s řeckým princem Nikolasem, jenž zde zastupoval svého otce krále Jiřího I. O několik měsíců později bylo veřejnosti oznámeno zasnoubení Xenie s Nikolasem, avšak z neznámých důvodů vztah později skončil. O rok později požádal princeznu Xenii o ruku Nikolasův bratr princ Andreas, tento vztah trval až do roku 1901, když se pár po údajně velmi krásném a láskyplném vztahu také z neznámých důvodů rozešel; později vyšel najevo i krátký vztah s dalším bratrem Nikolase a Andrease, princem Jiřím.
V roce 1902 se spekulovalo o možném románku princezny Xenie s velkovévodou Arnoštem Ludvíkem Hesenským, jenž se nedávno rozvedl s britskou princeznou Viktorií Melitou. Tento románek byl však popírán jak princeznou Xenií, tak Arnoštem Ludvíkem a řeči o něm vznikly pouze kvůli Xeniiné návštěvě své starší sestry princezny Anny Marie Antonie v Darmstadtu, kde tehdy údajně Arnošt Ludvík také pobýval. Zvěst o dalším vztahu princezny Xenie, tentokrát k ruskému velkoknížeti Cyrilu Vladimirovičovi, se rozšířila již o pár měsíců později. Tento vztah byl ale veřejností a především černohorskou a ruskou diplomacií podporován, především pro stejně vyznání obou milenců – pravoslaví. Tento vztah ovšem také skončil rozchodem a velkokníže Cyril si nakonec tajně vzal svou sestřenici, princeznu Viktorii Melitu, původně manželku velkovévody Arnošta Ludvíka.
V roce 1904 udržovala princezna Xenie blízký vztah s ruským velkovévodou Michailem Alexandrovičem, pretendentem carského trůnu, později snad také s turínským hrabětem Viktorem Emanuelem, Luigim Amedeem, abruzským vévodou či bulharským carem Ferdinandem I. Věno slíbené carem Mikulášem II. jeden milion rublů a králem Nikolou I. jeden milion perpera, spolu se skvělou pověstí její zdravé mocné rodiny a princezniným šarmem a krásou, podnítily v těchto evropských šlechticích zájem o Xenii.

### Svobodná princezna
Navzdory několika zasnoubením zůstala princezna Xenie do konce svého života svobodnou. Díky mnoha až bouřlivým vztahům se stala sice nenápadnou, ale velice předpojatou vůči svým nápadníkům. V roce 1909 se Xenie zviditelnila v čele ostré protirakouské kampaně v hlavním městě Cetinje. Tím byly víceméně vyhroceny napjaté vztahy s Rakousko-Uherskem. Rakouská vláda považovala princeznino chování jako otevřenu urážku monarchie. Nikola I. byl zemi poměrně velikým dlužníkem z předchozích let, zvláště co se týká finanční pomoci, přestože názory černohorského krále a rakouského císaře se ve většině lišily. Nakonec požádal svou dceru o její "dočasnou návštěvu Francie". Xenie s požadavky svého otce bez problémů souhlasila a sama se také těšila ze života v Paříži, kde ráda podnikala nákupy, návštěvy oper a divadel a svou zábavnou přívětivou povahou se stala středem pozornosti pařížské smetánky a tamějších šlechticů.
V roce 1910 se princezna Xenie vrátila do Černé Hory, aby se zúčastnila korunovace jejího otce na krále Černohorců. Povýšením země na království Černá Hora odpoutala na jisté finanční závislosti na Rakousko-Uhersku a princezna zůstala opět žít ve své rodné zemi.
Během bojů s Rakouskem v dobách první světové války a po uprchnutí černohorské královské dynastie do exilu se princezna Xenie ve spolupráci s mnohými dalšími aktivisty pod vedením Alexandra Devina zapojila do spolku, jenž se snažil organizovat snížení trestů černohorských zajatců v rakouských vězeních.

## Konec života

Socha princezny Xenie v Cetinje

Po pádu monarchie v roce 1918 princezna s rodinou odešla do exilu nejprve do Itálie a později do Francie. Zatím co většina rodinných příslušníků setrvávala po boku nemocného krále na pobřeží v městě Cap d'Antibes, Xenie se vrátila zpět do Paříže. V roce 1926 se zúčastnila pohřbu řecké královny Olgy v Itálii; smrt své milované kmotry těžce nesla. Do konce života udržovala vřelé přátelské, nikoli milostné vztahy s významnými pařížskými umělci, především s fotografem Constantem Puyo, se kterým ji seznámila žena jejího bratra prince Petra Štěpána, umělkyně Violet Wegnerová.
Princezna Xenie Olga Černohorská zemřela 10. března 1960 v Paříži, pohřbena byla v Sanremo. V roce 2000 byly její ostatky převezeny do Černé Hory a uloženy na královském pohřebišti v Cetinje.

## Odkaz princezny Xenie
V roce 2010 uveřejnila slovinská Galerija Fotografija expozici, věnovanou charitativní a dobrovolnické práci princezny Xenie svému národu.
| „                                                       | Podstatně skromnější odkaz Xenie Petrović-Njegoš nám poskytuje téměř intimní pohled do soukromého života této černohorské princezny, která byla známá pro svůj intelekt a talent, především ale jako neoblomná vlastenka. Její hluboká láska k černohorskému národu a vlasti se projevuje na obrazech a fotografiích každodenního života Černohorců, na kterých pracovala předtím, než se ocitla v nepřijatelné situaci vyhnankyně ve Francii. Fotografie princezny Xenie představují obrazy, které byly hluboce vryty v její paměti a které s láskou ochraňovala po desetiletí v exilu a ke kterým se skláněla ve chvílích zoufalství a nostalgie. To byla Černá Hora v magickém oku černohorské princezny. To je Černá Hora jejího mládí, její naděje, víry, jejich skrytých myšlenek a nerealizovaných ambicí | “ |
| — Titulek výstavy fotografií ve slovinské galerii, 2010 | |   |